# Уайрика (Калифорния)
Уайрика (на английски: Yreka) е град и окръжен център на окръг Сискию в щата Калифорния, САЩ. Уайрика е с население от 7600 жители (по приблизителна оценка от 2017 г.) и обща площ от 26 км² (10 мили²). Уайрика е създаден, когато се открива злато в района през 1851 г.